# Matigge
Matigge è una frazione del comune di Trevi (PG).
Si trova in pianura (294 m s.l.m.), lungo il corso della statale Flaminia, pochi km a nord di Trevi ed al confine con il comune di Foligno. A causa della visibilità della antica torre medievale che si trova nel territorio, la frazione è spesso indicata anche come Torre Matigge. Anticamente, era uno dei tre terzieri che costituivano Trevi e tuttora con questo nome prende parte al Palio annuale che si tiene nel capoluogo. Secondo i dati Istat 2001, è abitata da 1.095 residenti.

## Storia
Nel territorio si annoverano un certo numero di villae di origine romana (o addirittura anteriore) che costituiscono il nucleo del paese. Il nome antico del luogo sembra essere Matidia, che riporta proprio a Matidia, nipote di Traiano e suocera di Adriano.
Nel Medioevo, durante le lotte comunali (nelle quali Trevi era alleata di Foligno), la zona assunse una particolare importanza strategica e si pensò di dotarla di un'imponente torre quadrangolare di difesa. L'opera venne iniziata nel 1395 e fin dall'inizio fu dotata di un custode e di una torre campanaria, da utilizzare in caso di assalto. Uno dei misteri di questa torre, ancora in buono stato di conservazione ed ornata da merli, è che apparentemente non vi è una porta di ingresso nel basamento: secondo le specifiche originali di costruzione, l'ingresso era sotterraneo, ma nessuno ne ha mai trovato il punto esatto in tempi recenti.
La torre venne assaltata e conquistata dal capitano di ventura Franceschino Cybo, nel 1488, e successivamente rifortificata. Ulteriori opere di restauro e fortificazione si resero necessarie nel 1539 e nel 1601.

## Economia e manifestazioni
La coltivazione dell'olivo rappresenta la maggiore attività economica, grazie alla presenza di numerosi frantoi. A questo si affiancano una discreta quantità di aziende agrituristiche.

## Monumenti e luoghi d'arte
- Torre (XIV secolo)
- Chiesa romanica di S. Nicolò (1195), il cui abside contiene un affresco del primo Cinquecento
- Chiesa romanica di S. Donato, con blocchi romani.